# Sphaerostigma hirtum
Sphaerostigma hirtum là một loài thực vật có hoa trong họ Anh thảo chiều. Loài này được (Link) Fisch. & C.A. Mey. miêu tả khoa học đầu tiên năm 1835.